# Collège d'enseignement secondaire
Pour les articles homonymes, voir CES.
Le collège d'enseignement secondaire (CES) est un type d'établissement scolaire ayant existé en France de 1963 à 1979, qui a été créé à partir des classes de fin d'étude, des premiers cycles de lycée et des collèges d'enseignement général (ex-cours complémentaires).

## Origine
Avant 1959, l'orientation après la 7e (CM2) pouvait être vers soit une 6e de lycée ou de cours complémentaire, soit dans une classe de fin d'étude ayant pour objectif de préparer au certificat d'études primaires.
En 1959, l'âge de fin d'instruction obligatoire fut porté de 14 à 16 ans pour les enfants ayant eu 6 ans cette année par le décret Berthoin ; dans un souci d'assurer une orientation démocratique, les classes de 6e-5e furent établies en cycle d'orientation dans des Groupes d'orientation dispersés (GOD) tandis que les cours complémentaires devenaient CEG.
En 1962, devant l'échec des GOD à assurer l'orientation selon leur mérite des élèves, fut établi le collège d'enseignement secondaire, réunissant sous un même toit des filières type lycée, type CEG et type transition-pratique.

## Description

### Création
Un collège d'enseignement secondaire pouvait être créé ex nihilo.
Il pouvait également être créé à partir de la transformation d'un CEG ou d'un premier cycle de lycée,.

### Filières
Les CES comportaient trois filières :
- La voie longue, héritière de la formation des premiers cycles de lycées, dont l'enseignement était assuré par des professeurs certifiés voire des agrégés et qui était encore subdivisée en deux filières :
  - La section classique, comportant l'étude du latin débutant en 6e et l'étude au choix du grec ancien ou d'une LV2 en 4e ;
  - La section moderne long, comportant l'étude de deux langues vivantes.
- La moderne court, correspondant aux CEG et dont l'enseignement était assuré par des PEGC ;
- La voie dite transition-pratique, dont l'enseignement était assuré par des instituteurs spécialisés et qui était chronologiquement divisée en deux parties :
  - Les classes de transition (6e-5e), héritières des classes de fin d'étude ;
  - Les classes pratiques ou terminale pratique (4e-3e), qui consistaient en une formation pratique pour un apprentissage ou une carrière d'ouvrier spécialisé.

#### Évolution
En 1969, Edgar Faure décida, pour 1970, la fusion des sections classique et moderne long dans une « voie I » par le passage des débuts de l'apprentissage du latin de la 6e à la 4e ; la section moderne court devait être renommée en « voie II » et la filière transition pratique en « voie III » ; le programme et les horaires des voies I et II fusionnèrent.
Le Ve plan quinquennal prévoyait la disparition des classes de fin d'études pour 1972 en raison du fait que la totalité de la population du CM2 pouvait être accueillie en CES.
Cette même année furent créées les « classes nouvelles » c'est-à-dire la CPPN et la CPA et qui, dès 1976, remplacèrent respectivement les classes de 4e et 3e pratiques.

#### Admission
La répartition entre les filières fut effectuée d'abord à partir d'un examen d'entrée en 6e ; ensuite, à partir de 1956, sur un dossier constitué des notes obtenues en CM2, l'examen servant de rattrapage pour ceux n'ayant pas eu la moyenne.
En 1972, lorsque le réseau de CES mailla le territoire, l'examen ne fut maintenu que pour les élèves du privé hors contrat,.

## Disparition
En 1975, la loi Haby unifie les CES et CEG au profit du collège unique.